# Одс БК
Одс Балклуб (на норвежки: Odds Ballklubb), кратка форма Од, е норвежки футболен клуб, базиран в град Шиен. Играе мачовете си на стадион Скагерак Арена. От 1994 г. до 2012 г. отборът се казва Од Гренлан.
Осован през 1894 година.
Клубът се явява рекордьор в Купата на Норвегия: 12 победи.
От 1994 до 2012-а години клубът носи името „Одд Гренланд“, тъй като предтаввя целия дистрикт Гренланд.

## Успехи
- Типелиген:
  -  Второ място (2): 1950/51, 1956/57
  -  Трето място (2): 2014, 2016
- Купата на Норвегия:
  -  Носител (12, рекорд): 1903, 1904, 1905, 1906, 1913, 1915, 1919, 1922, 1924, 1926, 1931, 2000
  -  Финалист (9): 1902, 1908, 1909, 1910, 1921, 1937, 1960, 2002, 2014
- 1 дивизия:
  -  Шампион (1): 1998

## Известни играчи
- Ауртни Арасон